# Эмброс, Виктор
Виктор Эмброс (англ. Victor R. Ambros; род. 1 декабря 1953 года, Хановер, штат Нью-Гэмпшир) — американский учёный. Труды в основном посвящены молекулярной биологии и генетике. Лауреат многих престижных премий.

## Биография
Родился 1 декабря 1953 года в  Хановере (штат Нью-Гэмпшир), в семье владельца мебельной мастерской Лонгина Богдана Эмброса (1923—2014), уроженца Польши, который после окончания виленской гимназии провёл несколько лет на принудительных работах в нацистской Германии, и литератора Мелиссы Эмброс (урождённой Браун, 1917—2014). В 1975 году получил степень бакалавра, в 1979 году получил степень доктора философии в Массачусетском технологическом институте. В 1984—1992 годах работал в Гарвардском университете, в 1992—2007 годах работал в Дартмутском колледже. Получил известность как исследователь микроРНК. Многие исследования проводил вместе с Гэри Равканом.
Член Национальной академии наук США (2007) и Американской академии искусств и наук (2011).
Разделил с Равканом Нобелевскую премию по физиологии и медицине за 2024 год.

## Награды
- 2002 — Премия Ньюкомба Кливленда[англ.]
- 2004 — Премия Розенстила
- 2006 — Медаль Общества генетики Америки[англ.]
- 2008 — Международная премия Гайрднера
- 2008 — Медаль Бенджамина Франклина
- 2008 — Премия Альберта Ласкера за фундаментальные медицинские исследования
- 2008 — Warren Triennial Prize
- 2009 — Премия Диксона
- 2009 — Премия Луизы Гросс Хорвиц
- 2009 — Премия Мэссри
- 2012 — Премия Пола Янссена за биомедицинское исследование[англ.]
- 2013 — Премия Кэйо[англ.]
- 2014 — Премия Вольфа по медицине
- 2014 — Премия Грубера по генетике
- 2015 — Премия за прорыв в области медицины
- 2016 — March of Dimes Prize in Developmental Biology
- 2024 — Нобелевская премия по физиологии и медицине